# سنط عربي
السنط العربي أو القُرظ أو السمر العربي أو السنط النيلي أو الشَوْكَة المِصْرِيَّة أو الشوكة القبطية ويشتهر أيضاً بمسمى شجرة الصمغ العربي (الاسم العلمي: Vachellia nilotica) هي شجرة شوكية تنتمي لفصيلة البقوليات. وتستوطن أفريقيا، والشرق الأوسط وشبه القارة الهندية. وهي شجرة دخيلة ذات أهمية كبيرة في أستراليا.
والشجرة مقاومة للجفاف والملوحة العالية، ولكنها تتأثر بالصقيع الحاد. وتعتبر مفيدة طبياً، ولتغذية بعد الحيوانات والمواشي خصوصاً كالإبل، وتنمو بسرعة في الأماكن المشمسة الجافة وجيدة التصريف الملحية.

## الوصف
يبلغ طول شجرة السنط العربي من 5-20 متراً، ولها تاج كروي كثيف، ولها قمة مستديرة أو مستوية، غالباً ماتكون جذوعها وفروعها ذات لون غامق إلى الأسود، ولحاؤها متشقق، وتفرز الشجرة صمغ أحمر ذو جودة رديئة. وللشجرة زوج أشواك إبطية نحيلة مستقيمة، ذات لون رمادي، وغالباً يكون عددها من 3 إلى 12 زوجاً بطول 5 إلى 7.5 سم في الأشجار الصغيرة. والأشجار البالغة غالباً بدون أشواك. والأوراق ريشية ثنائية، تحوي على 3-6 أزواج من الرويشات، و 10-30 زوجاً من الوريقات، جميعها وبرية. والأزهار منتظمة في رؤوس كروية يبلغ قطرها من 1.2-1.5 سم، وهي ذات لون ذهبي أصفر تظهر في فصل الشتاء، وتكون إبطية أو حلزونية على السويقة التي يبلغ طولها 2-3 سم والموجودة في نهاية الفروع. وتكون القرون سميكة ومقيدة بشدة، لها شعر، ذات لون أبيض رمادي، ووبر ناعم.
وتتميز ثمارها الطويلة المفصصة على احتواءها على نحو 12 فص، لكل فص بذرة واحدة مستديرة، وأفرعها الحديثة النمو تحوي على شعيرات بيضاء، ولجذوعها لحاء أسود به شقوق حمراء للطبقة الداخلية من اللحاء، حيث تفرز مادة شمعية حمراء تعرف بالصمغ العربي، وأشواكها طويلة زوجية حادة على الأفرع، وتكون صغيرة عند الأوراق.

## التوزيع
تستوطن الشجرة شمال وشرق أفريقيا، حول المغرب والساحل، جنوب موزمبيق وكوازولو ناتال في جنوب أفريقيا، وشرقاً في كامل شبه الجزيرة العربية إلى باكستان، والهند وبورما. وقد تمت زراعتها بشكل واسع خارج مواطنها الأصلية، فقد تمت زراعتها في زنجبار وأستراليا. وهي تنتشر عبر المواشي.

## الإستخدامات

### العلف
في جزء محيطها تستهلك المواشي الصغيرة قرونها وأوراقها، وتستخدم قرونها كطعام للدواجن في الهند. والقرون المجففة.

### تنظيف الأسنان
تستخدم غصونها اللينة كفرشاة أسنان في جنوب-شرق أفريقيا والهند.

### الصمغ العربي
الصمغ الذي تفرزة هذه الشجرة يُعرف باسم الصمغ العربي، ويتم تجميعه منذ العهود الفرعونية لإنتاج الأدوية، والأصباغ والدهانات. وحالياً يُعرف الصمغ العربي بأنه المادة المفرزة من جذوع وفروع شجرة سنط السنغال، أو من السنط السيال.

### سياج
يمكن عمل سياج حامي جيد من السنط العربي لاحتواءه على أشواك.

## معرض الصور

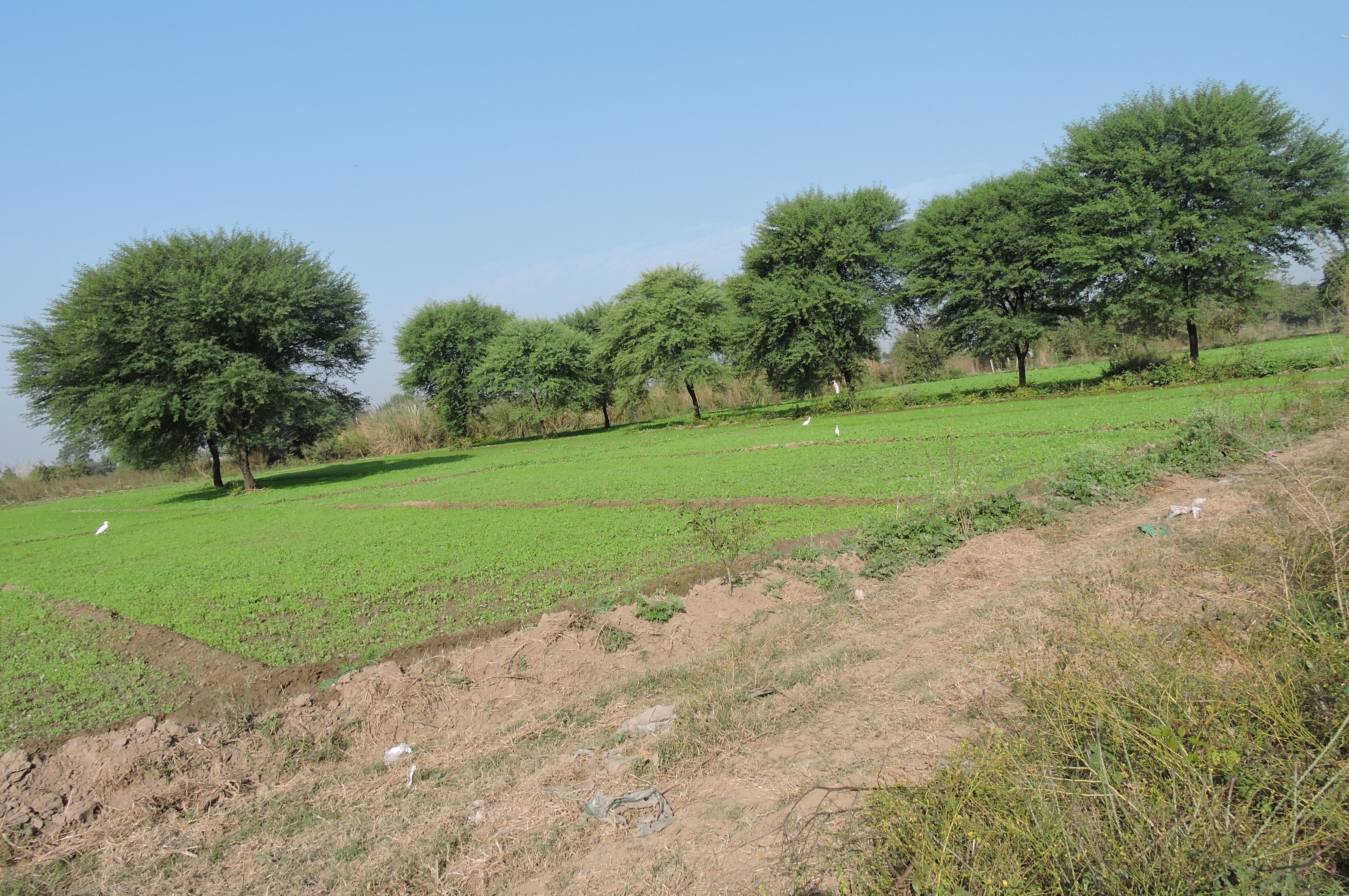
السنط العربي في فيلاج بهلولبور، البنجاب، الهند
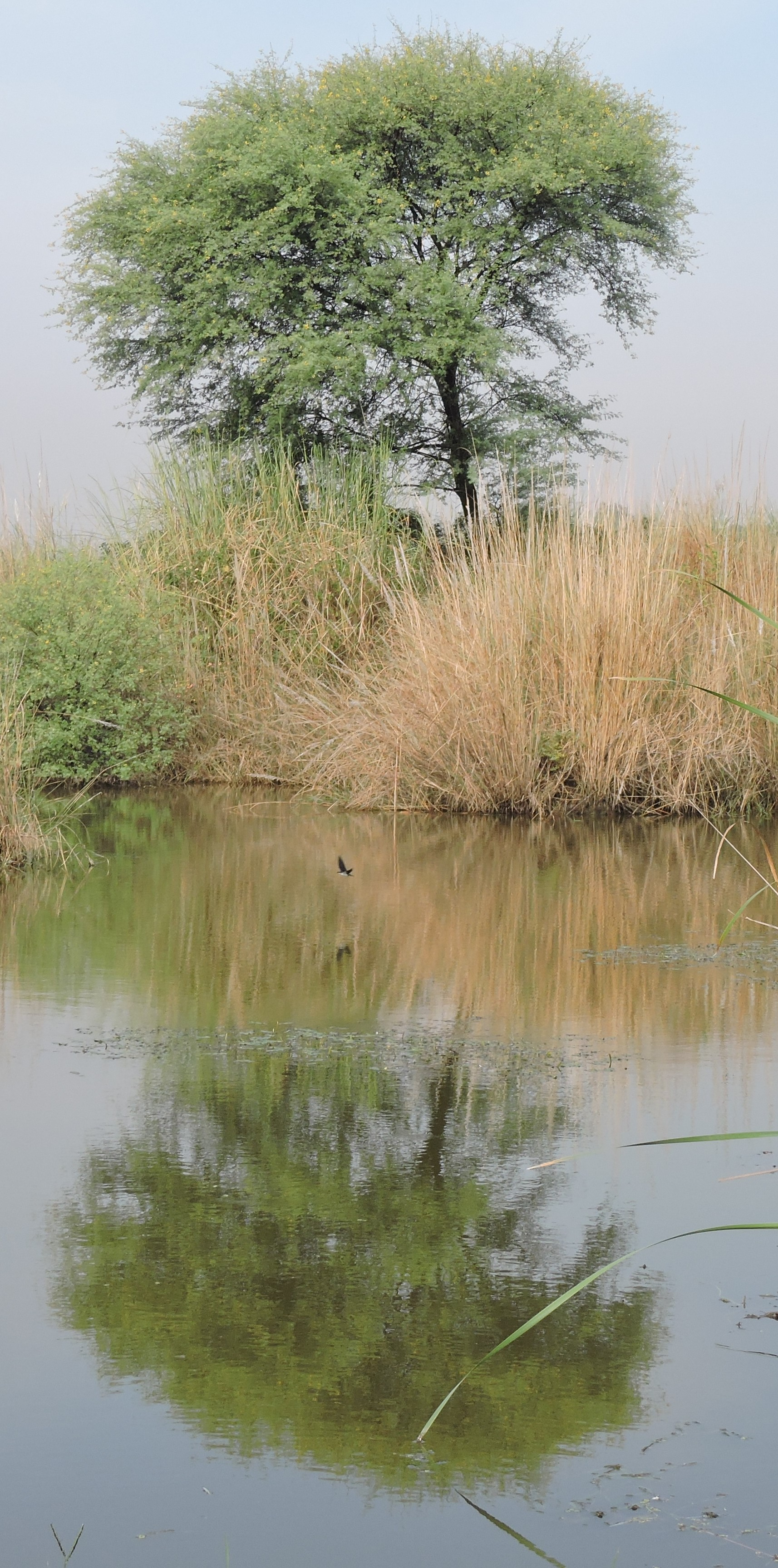
في قرية تشابار شيري، موهالي، البنجاب، الهند
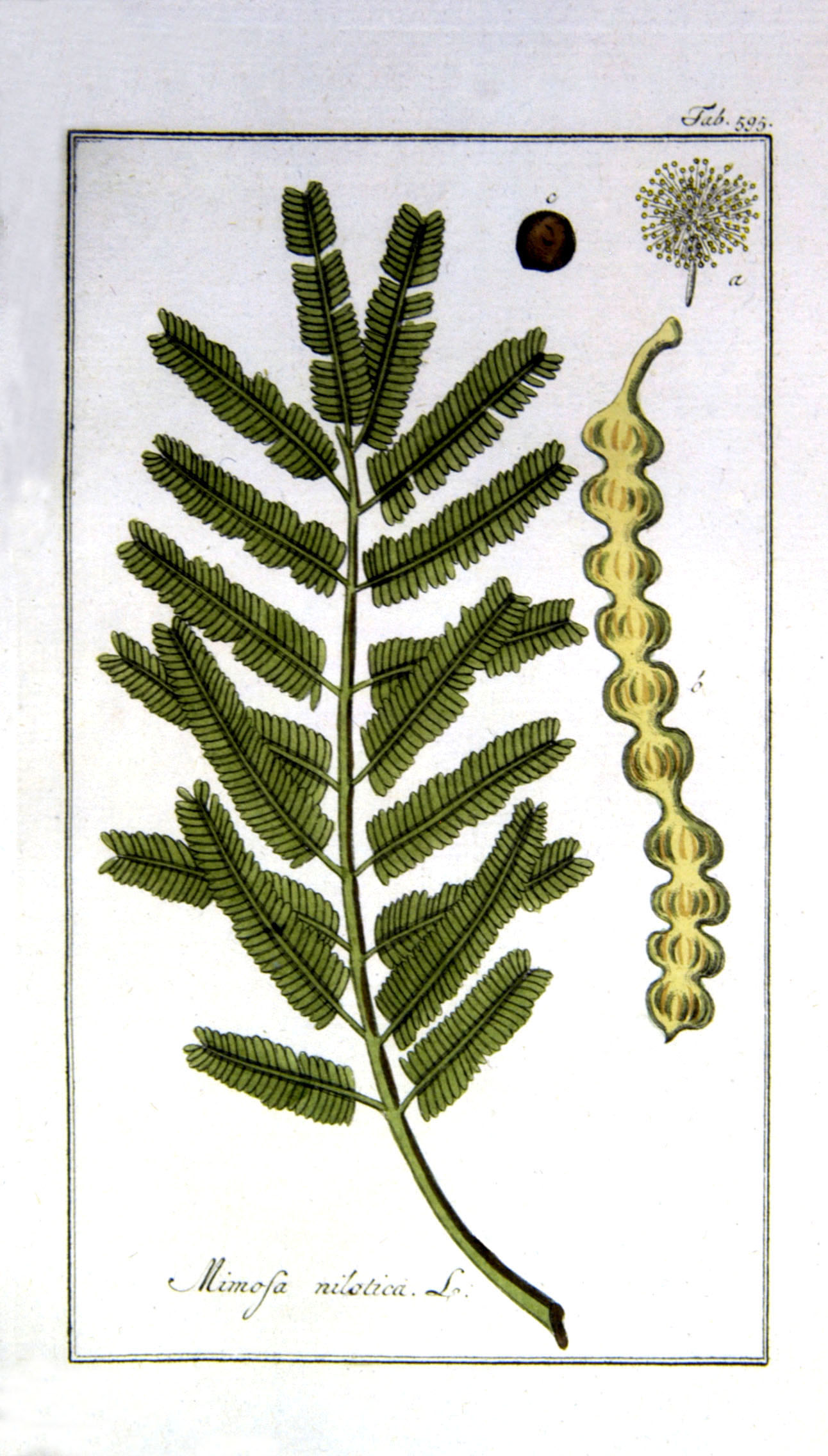
ورقة، بذور، و زهرة، وقرن البذور
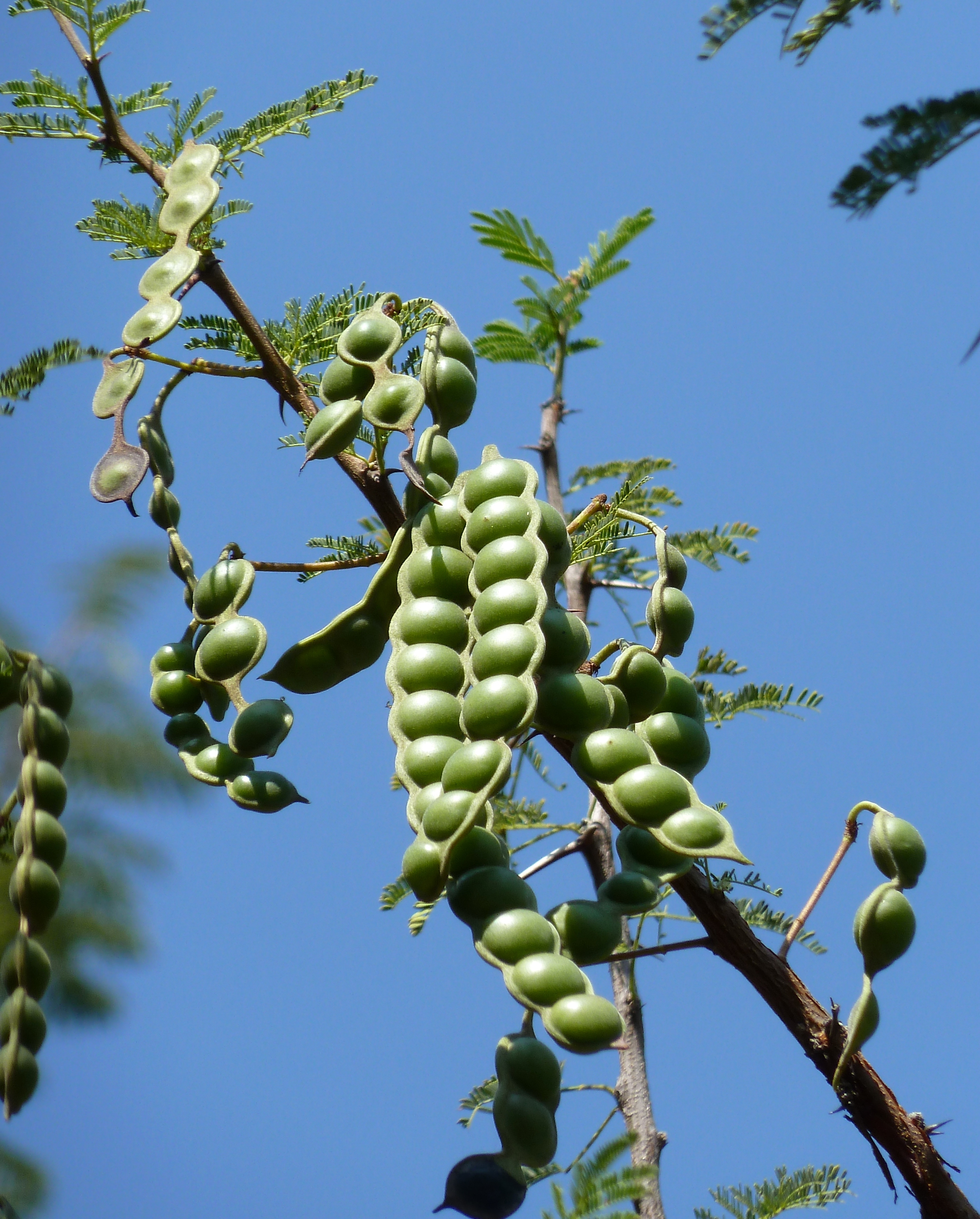
قرون البذور
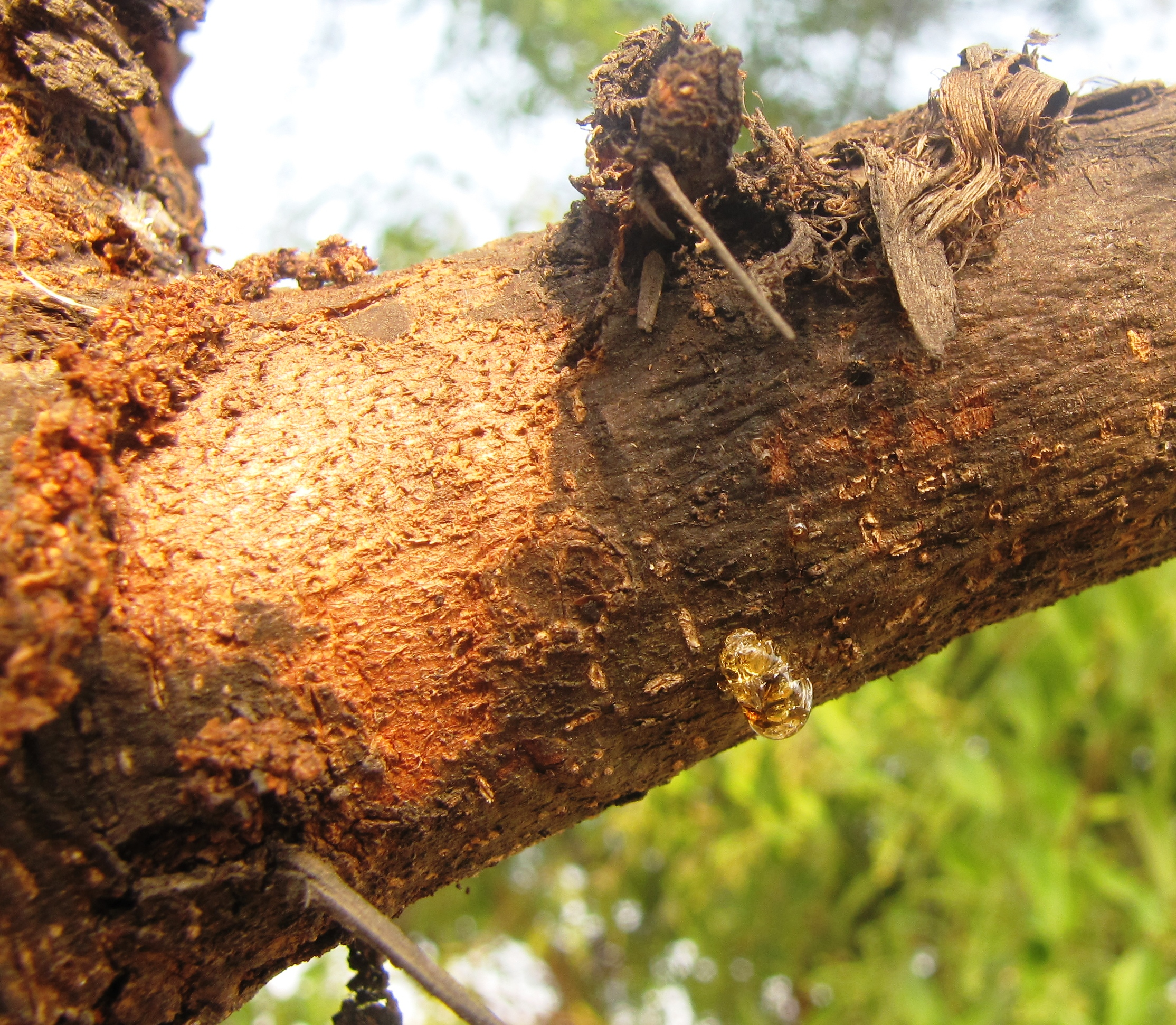
إفرازات الصمغ العربي

## مسميات إضافية
(.Acacia arabica (Lam.) Willd أو Acacia nilotica (L.) Willd. ex Delile أو Acacia scorpioides W.Wight أو .Mimosa arabica Lam أو .Mimosa nilotica L أو .Mimosa scorpioides L)